# Władisław Abaszyn
Władisław Władimirowicz Abaszyn (ros. Владислав Владимирович Абашин; ur. 28 czerwca 1979) – rosyjski aktor filmowy i teatralny. 
Główny antagonista w serialu kostiumowym Cena wolności. 

## Wybrana filmografia
- 2018: Cena wolności jako Andriej Krieczecki
- 2018: Fabryka
- 2017: Trzy dni do wiosny jako Chotin
- 2012: We mgle jako Burow
- 2011: Żyła sobie baba jako Iwan
- 2010: Wsteczny bieg
- 2008: Dzień w Juriewie
- 2008: Nowa Ziemia jako Arżanow